# Język albański (kaukaski)

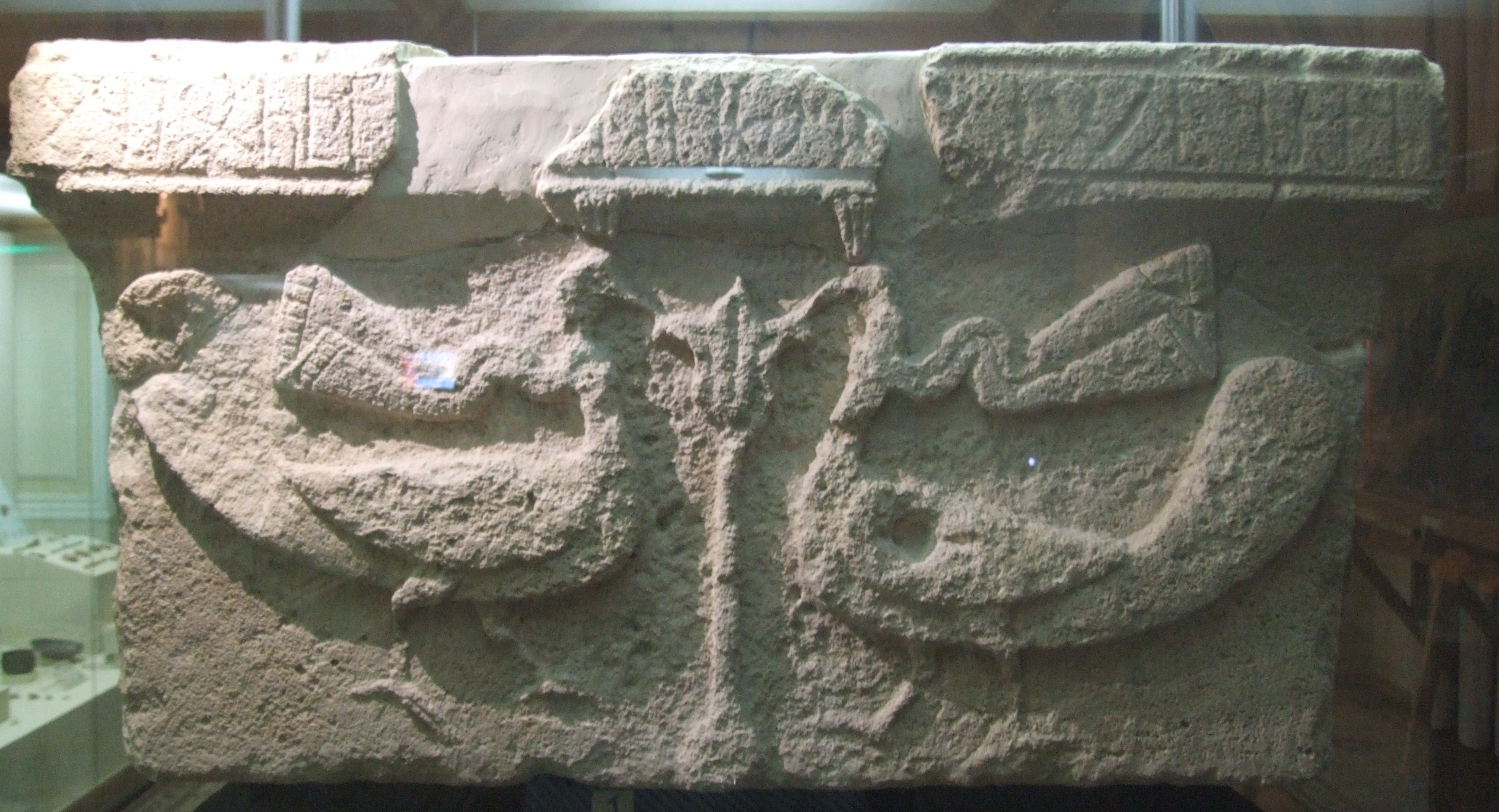
Kapitel kolumny kościoła chrześcijańskiego z VII w. albańskimi kaukaskimi literami znaleziony podczas wykopalisk w Mingeczaurze w Azerbejdżanie

Język albański (orm. աղվաներենⓘ, aġvaneren; także: język agwański, alwański, aluański, staroudyjski) – wymarły język należący do grupy języków północno-wschodniokaukaskich. Używany był w Albani Kaukaskiej, która rozciągała się od dzisiejszego południowego Dagestanu po Azerbejdżan. Lingwiści uważają, że jest to językowy poprzednik północno-wschodniokaukaskiego języka udyjskiego. Odrębny alfabet albański składał się z 52 liter.
Albański kaukaski potencjalnie może odpowiadać językowi „gargarskiemu” zidentyfikowanemu przez średniowiecznych ormiańskich historyków. Pomimo swojej nazwy, kaukaski albański nie ma żadnego związku językowego z językiem albańskim używanym w Albanii, który należy do rodziny indoeuropejskiej.

## Odkrycie i odszyfrowanie
Istnienie literatury albańskiej było znane tylko pośrednio przed końcem XX wieku. Żywot Masztoca, napisany przez Koriuna w V wieku, ale zachowany tylko w znacznie późniejszych uszkodzonych rękopisach, oraz Historia Agwanów Mowsesa Kaghankatwaciego, napisana w X wieku, przypisują nawrócenie kaukaskich Albańczyków na chrześcijaństwo dwóm misjonarzom, Enochowi i Danie, a stworzenie kaukaskiego albańskiego alfabetu ormiańskiemu uczonemu Mesropowi Masztocowi. Pewien biskup Jeremiasz przetłumaczył następnie chrześcijańską Biblię na ich język. Jeszcze w 1977 roku Bruce Metzger pisał, że „nic z [tej] wersji nie przetrwało”.
W 1996 r. Zaza Aleksidzé z Centrum Rękopisów w Tbilisi w Gruzji odkrył palimpsest w klasztorze św. Katarzyny na górze Synaj w Egipcie z nieznanym pismem. Następnie zidentyfikował alfabet jako kaukaski albański i zidentyfikował rękopis jako wczesnochrześcijański lekcjonarz z około V lub VI wieku. Może to być najwcześniejszy zachowany lekcjonarz w religii chrześcijańskiej.
Następnie lingwiści Jost Gippert i Wolfgang Schulze zaangażowali się w prace nad alfabetem kaukaskich Albańczyków . Wykorzystano specjalistyczny sprzęt rentgenowski, który umożliwił odczytanie tekstów palimpsestowych kaukaskich Albańczyków w całości. Lista kaukaskich albańskich nazw miesięcy, która przetrwała w wielu średniowiecznych rękopisach, dała jedną ze wskazówek dotyczących języka . W 2017 r. w klasztorze św. Katarzyny odkryto dwa dodatkowe teksty w języku kaukaskim albańskim. Oryginalny tekst na palimpsestach był wymazany między IV a XII wiekiem.

## Teksty
Odszyfrowany tekst lekcjonarza zawiera fragmenty Starego Testamentu (Psalmy i Izajasza)  oraz Nowego Testamentu (Dzieje Apostolskie, ewangelie Mateusza, Marka i Łukasza, oraz listy do Rzymian, Koryntian (pierwszy i drugi), Galatów, Efezjan, Tesaloniczan (pierwszy i drugi), Tymoteusza (pierwszy i drugi), Hebrajczyków, List Piotra (drugi), List Jana (pierwszy) i List Jakuba)  Znaleziono również tekst Ewangelii Jana, oddzielny od lekcjonarza. Jego tekst okazał się znacznie trudniejszy do odzyskania, a na niektórych stronach można go zidentyfikować jedynie na podstawie kanonów Euzebiusza u dołu strony. Prawdopodobnie pierwotnie była to kompletna ewangelia  i możliwe jest, że cała Biblia została w pewnym momencie przetłumaczona na kaukaski albański.
Kaukaskie albańskie tłumaczenie Biblii opiera się głównie na tłumaczeniach staroormiańskich, ale w kilku miejscach odbiega od znanego tekstu ormiańskiego, co sugeruje, że jako teksty źródłowe wykorzystano również oryginalne tłumaczenia greckie i prawdopodobnie gruzińskie i syriackie .
Oprócz kaukaskich albańskich palimpsestów przechowywanych na górze Synaj, próbki kaukaskich albańskich inskrypcji zostały znalezione w 1949 roku podczas wykopalisk w regionie Mingeczaur w Azerbejdżanie. Wśród znanych kaukaskich albańskich słów są zow (ja), own (i) i avel-om (dużo, forma porządkowa) .

## Fonologia
|             |              | Wargowe | przedniojęzykowo-dziąsłowe | przedniojęzykowo-dziąsłowe | Zadziąsłowe | Podniebienne | Miękkopodniebienne | Gardłowe | Krtaniowe |
| zwyczajne   | zmiękczone   | Wargowe |                            |                            | Zadziąsłowe | Podniebienne | Miękkopodniebienne | Gardłowe | Krtaniowe |
| ----------- | ------------ | ------- | -------------------------- | -------------------------- | ----------- | ------------ | ------------------ | -------- | --------- |
| Nosowe      | Nosowe       | m       | n                          | nʲ                         |             |              |                    |          |           |
| Zwarte      | bezdzwięczne | p       | t                          |                            |             |              | k                  | q        |           |
| Zwarte      | dzwięczne    | b       | d                          | dʲ                         |             |              | ɡ                  |          |           |
| Zwarte      | półdzwięczne | pʼ      | tʼ                         | tʼʲ                        |             |              | kʼ                 | qʼ       |           |
| Afrykaty    | bezdzwięczne |         | t͡s                         |                            | t͡ʃ          | t͡ɕ           |                    |          |           |
| Afrykaty    | dzwięczne    |         | d͡z                         | d͡zʲ                        | d͡ʒ          | d͡ʑ           |                    |          |           |
| Afrykaty    | półdzwięczne |         | t͡sʼ                        |                            | t͡ʃʼ         | t͡ɕʼ          |                    |          |           |
| Szczelinowe | bezdzwięczne | f       | s                          |                            | ʃ           | ɕ            | x                  | χ        | h         |
| Szczelinowe | dzwięczne    | v       | z                          |                            | ʒ           | ʑ            | ɣ                  | ʕ        |           |
| Aproksymant | Aproksymant  | w       | l                          | lʲ                         |             | j            | w                  |          |           |
| Drżące      | Drżące       |         | r                          |                            |             |              |                    |          |           |

|                | Przednie    | Przednie | Tylne |
| Niezaokrąglone | Zaokrąglone |          | Tylne |
| -------------- | ----------- | -------- | ----- |
| Przymknięte    | i           | y        |       |
| Półprzymknięte | e, eː       |          | o     |
| Otwarte        | a           |          | ɒ     |

## Gramatyka
W języku albańskim występują rzeczowniki, przymiotniki, liczebniki, zaimki, przysłówki, spójniki i partykuły. Istnieją rodzaje męski, żeński i nijaki, których brak w innych językach wschodniokaukaskich. Poświadczona jest tylko liczba pojedyncza i mnoga.

### Morfologia

#### Rzeczowniki
Rzeczowniki, w przeciwieństwie do innych języków wschodnikaukaskich, nie dzielą się na klasy. Rzeczowniki mogą być niemotywowane, derywowane lub złożone. Istnieje wiele przypadków: absolutyw, ergatyw, dopełniacz, celowniki, wołacz, ablatyw, anteablativus, superessivus, superablativus, superanteablativus, comitativus, directivus, adessivus, equativus, subessivus.

### Składnia
Albański był językiem ergatywno-absolutywnym.